# Requin sagrin
Loxodon macrorhinus
Genre
Espèce
Statut de conservation UICN

 LC  : Préoccupation mineure
Le requin sagrin (Loxodon macrorhinus) est une espèce de requins de la famille des Carcharhinidae pouvant atteindre entre 79 centimètres et 90 centimètres de long.
Ce requin est de couleur grise et de petite taille avec un long museau étroit.

## Dénomination
Nommé pour la première fois par Müller et Henle en 1841 en tant que Loxodon macrorhinus d'après un fœtus de 30 centimètre préservé au musée historique berlinois de la médecine de la Charité.

## Morphologie générale
Le requin sagrin est un petit requin pouvant atteindre 90 centimètres de longueur. Il possède de longs sillons labiaux supérieurs et inférieurs. Son corps fusiforme se termine par une nageoire anale qui est plus mince que celle de la plupart des petits requins, son museau est aussi plus fin et long. Le requin sagrin est de couleur grise sur le dessus et blanc sur le dessous.

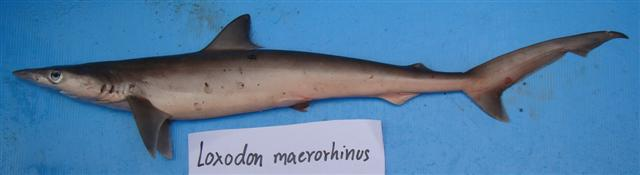
Requin sagrin, port de Ranong, Thaïlande

## Habitat et Distribution

### Habitat
On peut le trouver dans les plateaux continentaux et insulaires, principalement près du fond.

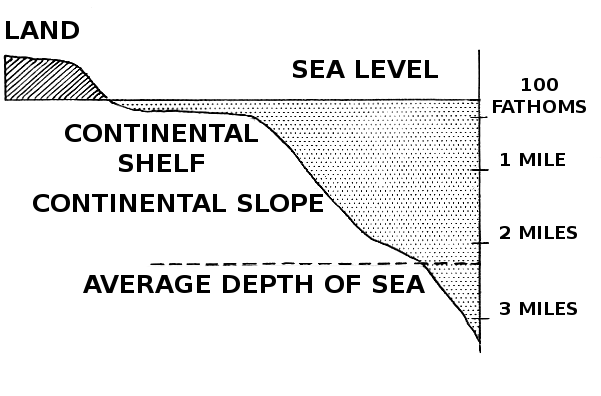
Dessin d'un plateau continetal (continental shelf).

### Répartition
Le requin sagrin vit dans les eaux claires entre 70 et 100 mètres de profondeur. On peut le trouver dans les eaux de l'Indo-Pacifique, de l'Afrique de l'Est jusqu'en Indonésie.

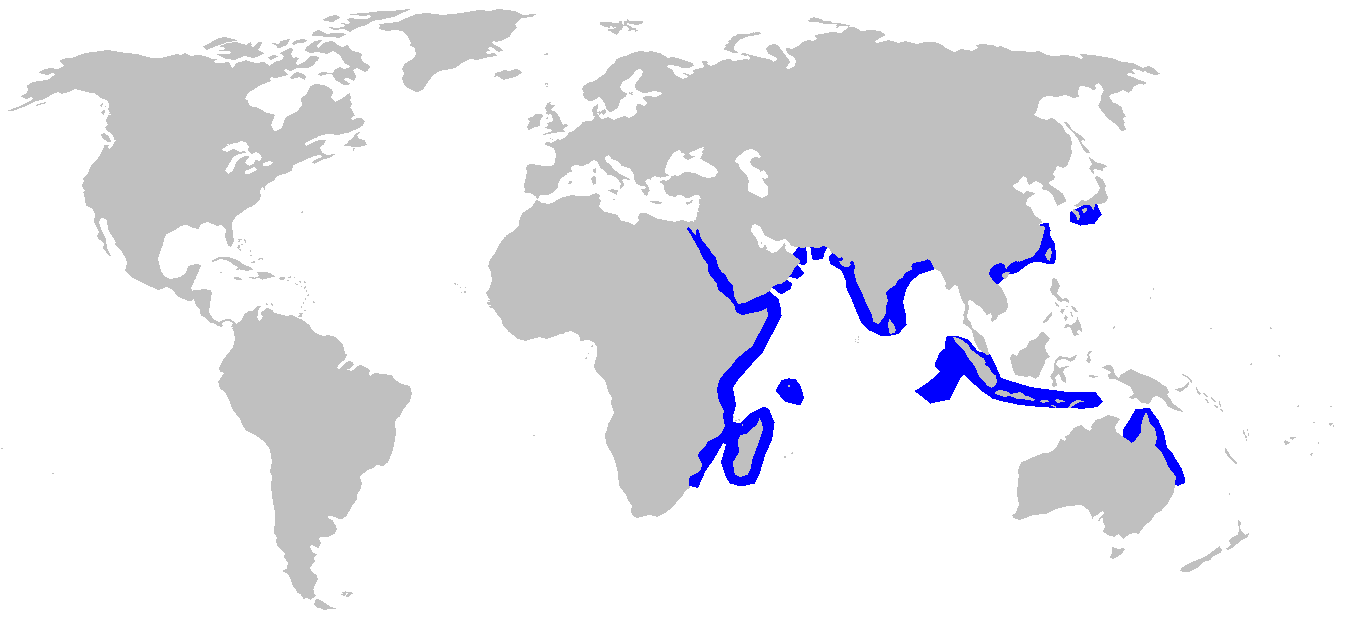
Répartition du requin sagrin.

## Écologie et comportement

### Alimentation
Le régime alimentaire du requin sagrin est mal connu, mais le requin sagrin semble préférer s'alimenter essentiellement de téléostéens, une espèce d'anchois ou bien d'une variété de crustacés et de céphalopodes.

### Mode de Reproduction
Le requin sagrin est une espèce vivipare avec un sac de placenta vitellin et donne 2-4 petits par portée.